# 44e régiment royal de chars

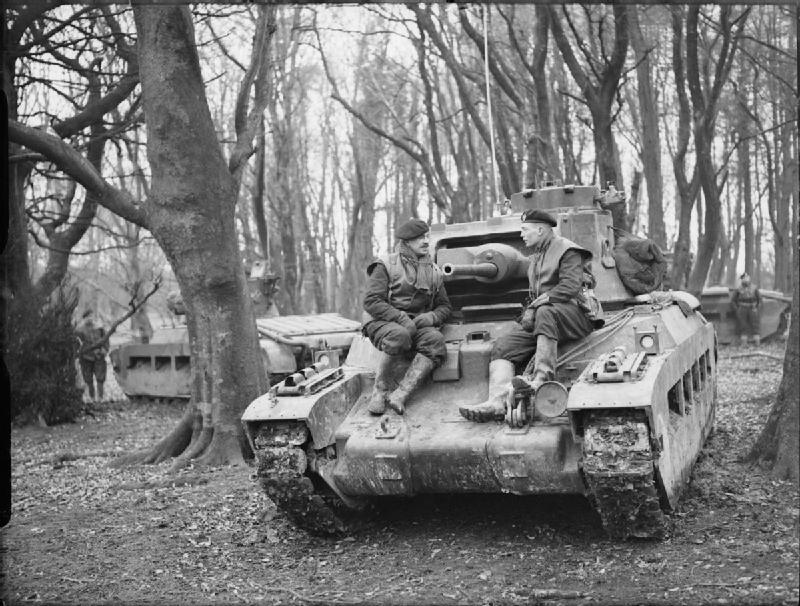
Char Matilda Mark II du 44e RTR durant un entraînement à Worthing au Royaume-Uni en décembre 1940.

Le 44e régiment royal de chars britannique (en anglais 44th Royal Tank Regiment) est un régiment blindé de la British Army (armée de terre britannique), qui combattit au cours de la Seconde Guerre mondiale.